# Stazione di Brunico
Stazione di Brunico vasútállomás Olaszországban, Trentino-Alto Adige régióban, Bruneck településen.

## Vasútvonalak
Az állomást az alábbi vasútvonalak érintik:
- Puster-völgyi vasútvonal

## Kapcsolódó állomások
A vasútállomáshoz az alábbi állomások vannak a legközelebb: 
- Stazione di San Lorenzo
- Stazione di Brunico Nord
- San Giorgio/St. Georgen railway halt